# Ionathan X. Uranus
Ionathan X. Uranus este pseudonimul de artă a lui Marcel Avramescu (n. 17 ianuarie 1909, București – d. 30 august 1984), scriitor avangardist român. A mai folosit și alte pseudonime: Mark Abrams, Ierusalim X Unicornus etc. A fost influențat de scrierile doctrinare ale lui René Guénon, practicând un soi de ezoterism irațional.
A studiat teologia, devenind preot ortodox, începând din 1962 la Jimbolia (în Banat). Se pensionează în 1976.

## Opera
Lipsește din mai toate antologiile literaturii de avangardă, deoarece nu a publicat niciodată o carte proprie. Este menționat de Ovid S. Crohmălniceanu în "Literatura română între cele două războaie" și în celebra "Antologie a literaturii de avangardă" alcătuită de Sașa Pană în 1969,iar recent, in "Panorama literaturii romane in secolul XX. II Proza"  lui Marian Victor Buciu, profesor doctor la Facultatea de Litere a Universitatii din Craiova .
O culegere unică a scrierilor lui Ionathan X. Uranus a fost alcătuită de Marina Macri și Dorin-Liviu Bîtfoi. Ediția a apărut la Editura Compania din București în anul 2005 sub titlul: "În potriva veacului. Textele de avangardă (1926-1932)".

## Colaborări
A colaborat la revistele: Orizontul, Adam, Ulise, Zodiac, Viața literară, Contimporanul, Floarea de foc, Bilete de papagal ș.a. În 1931 a înființat la Craiova revista efemeră Radical.